# 原利昭
原 利昭（はら としあき）は、日本の生体工学者。新潟大学副学長や、新潟工科大学副学長、日本機械学会バイオエンジニアリング部門長、新潟ニュービジネス協議会副会長などを歴任した。

## 人物・経歴
1979年東京工業大学大学院博士課程修了、工学博士。ウォータールー大学土木工学科を経て、新潟大学に着任し、新潟大学医学部整形外科学教室との共同研究でバイオメカニクス研究を行った。1996年日本機械学会バイオエンジニアリング部門業績賞受賞。2003年日本機械学会バイオエンジニアリング部門長。新潟大学教授、新潟大学副学長、新潟工科大学理事・副学長・教授を経て、新潟大学名誉教授、新潟工科大学名誉教授、吉田育英会理事、新潟ニュービジネス協議会副会長、新潟市産業振興財団顧問。